# 4.ª División de Ejército (Argentina)
La 4.ª División de Ejército (D4) fue una división del Ejército Argentino creada en 1917, con asiento en la guarnición militar de Córdoba y con dependencia del Segundo Ejército. Una división llamada más tarde 4.ª División de Infantería y disuelta en la reorganización de 1964.

## Historia

### Creación
En 1905, se creó la 4.ª Región Militar con asiento en Córdoba y jurisdicción en las regiones Centro y Cuyo.
En 1917 el alto mando creó divisiones de ejércitos para descentralizar la tarea de las regiones militares, bajo dependencia directa del Ministerio de Guerra. La 4.ª División de Ejército, con comando en Córdoba, formaba con cuatro regimientos de infantería en dos brigadas (13, 14, 15 y 16), dos de caballería (4 y 7), el regimiento 4 de artillería montado y el grupo 1 de artillería de montaña.
La política del ministro de guerra, general Agustín P. Justo, ajustó la fuerza incrementando la organización militar. El ejército pasó de sistema binario a sistema ternario, eliminó las brigadas de infantería y artillería para dar lugar a comandos de infantería y artillería de división; y redujo a tres las brigadas de caballería.
En 1923 el crecimiento de tropas de montaña dio lugar al destacamento de montaña "Cuyo", con comando en Mendoza y formado por el regimiento 16 con asiento en San Luis. Quedaron disueltas las brigadas de infantería y el mando organizó un comando de infantería de división, reuniendo los regimientos 13, 14 y 15. La IV brigada de caballería reorganizaba quedó formada con los regimientos 4, 7 y 12, con comando en San Rafael. El comando de artillería con regimiento 4.
En 1936 la caballería organizó su conducción en divisiones, segregando los elementos de su arma de las divisiones de ejército. En 1938 el alto mando creó dos comandos de ejército (primero y segundo) y un comando de caballería reorganizando la conducción superior. La 4.ª División y el Destacamento de Montaña "Cuyo" quedaron adscritos al Segundo Ejército con comando en Mendoza. Los regimientos de caballería de la división quedaron al servicio de la 3.ª División de Caballería de San Luis.

### Golpe de Estado de 1955
El 16 de septiembre de 1955, inició el golpe de Estado autodenominado «Revolución Libertadora» contra el Gobierno de Juan Domingo Perón. El Comando de la 4.ª División era leal a este y, ante una desventaja frente el golpe que había iniciado en la Escuela de Artillería de Córdoba, el Comando se replegó a Alta Gracia. En esta ciudad, recibió refuerzos aunque no pudo detener el golpe. El 18 de septiembre, el «comando revolucionario» ocupó el mando de la División.

### Las crisis de 1959 y 1960
En 1958 la 4.ª División (denominada 4.ª División de Infantería), estaba subordinada al Tercer Ejército, con comando en Palermo, Capital Federal. Como epicentro de la Revolución Libertadora tres años antes, la 4.ª División y la guarnición militar de Córdoba constituían un bastión del antiperonismo y estaba alineada con el sector del "legalismo condicionado".
En 1959, el secretario de Guerra Héctor Solanas Pacheco reemplazó al comandante de la IV División, Ernesto Cordes por Bruno Grotz. Ante esto, miembros de la Escuela de Tropas Aerotransportadas protestaron. Solanas convocó a estos a una reunión, tras la cual fueron detenidos e incomunicados. Luego, la Escuela de Infantería se sumó al levantamiento pero no lograron su cometido.
El 16 de junio de 1959, el jefe del Estado Mayor de la IV División, Osiris Villegas, envió un radiograma al Estado Mayor General del Ejército exigiendo la «investigación de un pacto pre-electoral Perón-Frondizi», una resolución sobre cómo reprimir las huelgas civiles y el desplazamiento del subsecretario de Guerra Manuel Reinmundes. Luego, se puso al frente del golpe de Estado el general Arturo Ossorio Arana.
Solanas Pacheco y Reinmundes renunciaron. Frondizi designó secretario de Guerra a Elbio Carlos Anaya, quien removió a Villegas de su cargo e intentó mantener a Grotz al frente de la IV División. A contramano del secretario, el comandante en jefe del Ejército Carlos Toranzo Montero alejó a Grotz del cargo. Anaya removió a Toranzo. Ante esto, 14 generales exigieron el regreso del comandante en jefe, a lo cual la IV División y la Guarnición Militar Córdoba se sumaron. El coronel Luis Fabbro asumió provisionalmente como comandante de la IV División, la cual advirtió a Anaya de las consecuencias de perjudicar Toranzo. Finalmente, Frondizi decidió ceder y este regresó al Comando en Jefe y reemplazó a Grotz por Joaquín Landa.
Con el relevo del general de división Carlos Toranzo Montero por el secretario de guerra Elbio Anaya el 1 de septiembre de 1959, la división reaccionó con un "planteo" en apoyo al general Toranzo y rechazando al general Anaya. La crisis terminó con el nombramiento por el presidente Frondizi del general Rodolfo Larcher como secretario de guerra y la restitución de Toranzo en el comando en jefe.
En 1960, en el marco de la puesta en ejecución del Plan CONINTES (Conmoción Interna del Estado), el Gobierno nacional puso bajo jurisdicción del Ejército las penitenciarías de Córdoba.

### Disolución
En 1960 quedó disuelto el Tercer Ejército y la 4.ª División pasó al Tercer Cuerpo de Ejército, con comando en los cuarteles del camino a La Calera. Así, en 1964 el alto mando resolvió reorganizar la conducción en cuerpos de ejército y brigadas. Quedó disuelta la 4.ª División y fue creada la IV Brigada de Infantería Aerotransportada.

## Organización
Organización (1923)
- Comando de división, Córdoba
- Comando de Infantería
- Regimiento de Infantería 13, Córdoba
- Regimiento de Infantería 14, Río Cuarto
- Regimiento de Infantería 15, La Rioja
- IV Brigada de Caballería, San Rafael
- Regimiento de Caballería 4, San Rafael
- Regimiento de Caballería 7, San Rafael
- Regimiento de Caballería 12
- Comando de Artillería
- Regimiento de Artillería 4, Córdoba
- Destacamento de Montaña "Cuyo", Mendoza
- Regimiento de Infantería 16, Mendoza
- 1.º Grupo de Artillería de Montaña, Mendoza
- Hospital Militar Divisionario, Córdoba

Organización (1930)
- Comando de división, Córdoba
- Comando de Infantería
- Regimiento de Infantería 13, Córdoba
- Regimiento de Infantería 14, Río Cuarto
- Regimiento de Infantería 15, La Rioja
- Comando de Artillería
- Regimiento de Artillería 4, Córdoba
- Destacamento de Montaña "Cuyo", Mendoza
- Regimiento de Infantería 16, Mendoza
- Hospital Militar Divisionario, Córdoba

Organización (1943)
- Comando de división, Córdoba
- Comando de Infantería
- Regimiento de Infantería 13, Córdoba
- Regimiento de Infantería 14, Río Cuarto
- Regimiento de Infantería 15, La Rioja
- Comando de Artillería
- Regimiento de Artillería 4, Córdoba